# Feuillette
La feuillette  est une unité de mesure française de volume pour des liquides prémétrique. Le mot vient du feuillet de la jauge indiquant le bon remplissage du fût.
La feuillette valait exactement la moitié d'un muid de liquides et aussi le double d'un quartaut. Elle valait également quatre pied-du-roi cube, donc environ 137,109 litres.
D'une région à l'autre les définitions n'étaient pas les mêmes. À Paris la feuillette valait 134 litres; en Bourgogne la feuillette vaut une demi-pièce, soit un fût de 114 litres en Côte-d'Or, et de 108 litres dans le Mâconnais. 

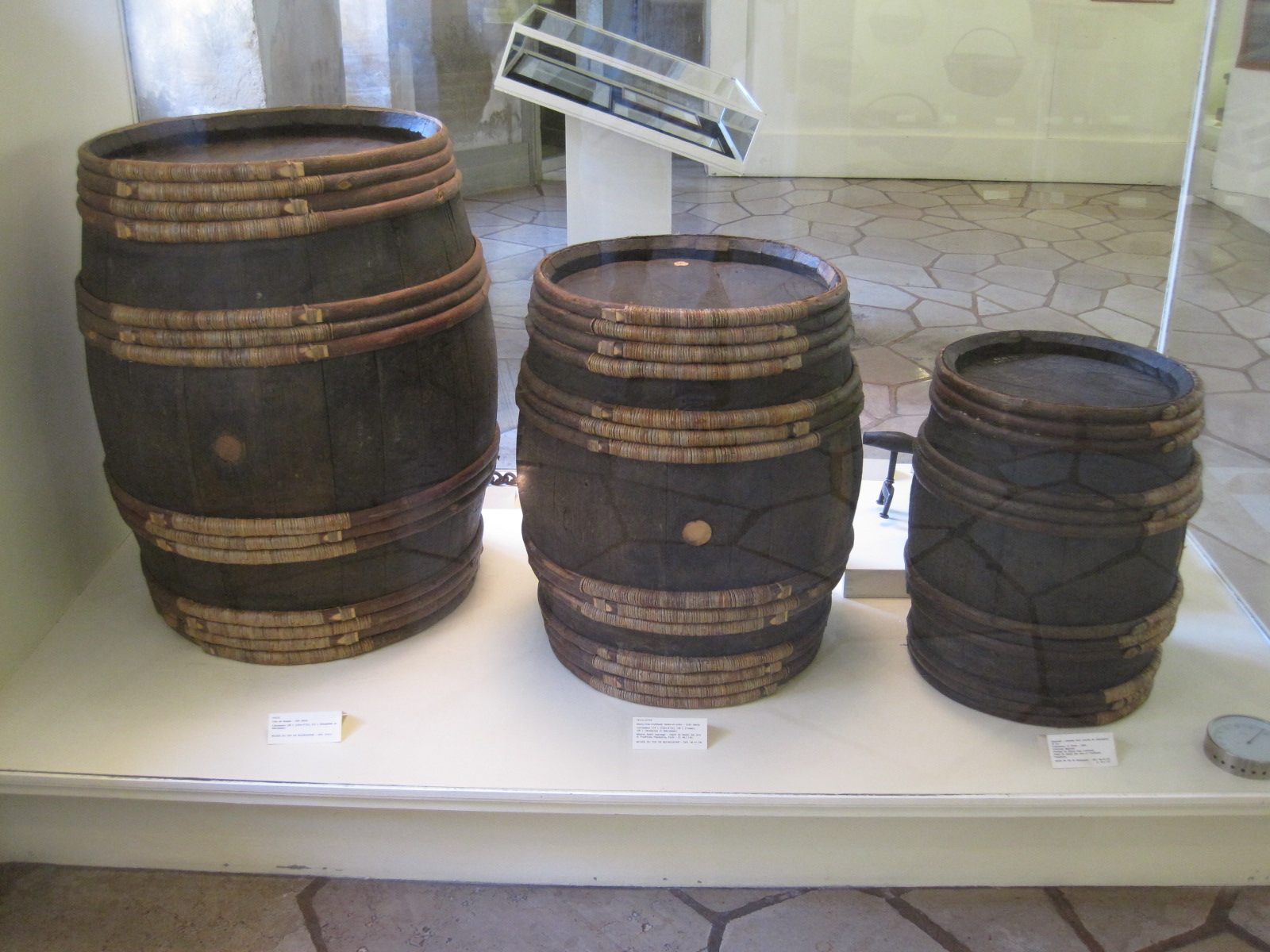
De gauche à droite : Pièce de 228 L, Feuillette de 114 L et Quartaut de 57 L. (Hôtel des ducs de Bourgogne, Beaune).